# 랭 제프리스
랭 제프리스(Lang Jeffries, 1930년 6월 7일 ~ 1987년 2월 12일)는 캐나다의 배우, 텔레비전 배우, 영화배우이다.

## 영화
- 더 정크맨 (1982년)
- 혹성 반란 (1967년) - 페리 역
- 스페셜 코드 (1966년) - 조니 커드 역
- 돈 노크 더 트위스트 (1962년)